# シロモンカスベ
シロモンカスベ (学名：Dactylobatus clarkii) は、ガンギエイ科に分類されるエイの一種。

## 分布と生息地
フロリダ州沿岸、メキシコ湾全域（グアテマラ、小アンティル諸島、コロンビア、ベネズエラ、スリナム）、ブラジル南部のリオグランデ・ド・スル州沖まで、大西洋西部に分布する。深さ315 - 915 ｍまでの砂泥底に生息する。

## 形態
1967年の標本調査では、全長228 - 668 mmの雄14個体と、全長176 - 747 mmの雌8個体が対象となった。眼から背鰭にかけて棘が1列に並ぶ。棘は年齢にかかわらず30 - 43個であり、頭部から両側にかけての三角形の棘は1 - 5個である。背面は茶色で、全体に暗色の斑点が散らばり、目立つ白い斑点が対称的に存在する場合もある。

## 生態
胃からヒメジ類やハダカイワシなどの魚類が発見されている。角に突起のある卵を産む。